# Free Fire—我要活下去
《Garena Free Fire - 我要活下去》（英語：Garena Free Fire，或稱作）是一款由Garena對手機用戶推出的大逃殺生存射擊遊戲。
《Free Fire Max》是此遊戲的圖像加強版本。

## 歷史
從2017年11月17日至12月3日間進行封測，同年12月4日正式開放下載，此後每隔1~2個月定期維護改版。
Free Fire Max 於2021年9月28日發布，此後每隔1~2個月定期維護改版。

### 開發商
早期為越南111dots Studio所開發，現為Garena開發。

## Free Fire Max
Free Fire Max 是此遊戲的圖像加強版本。
玩家可以用自己原有的Free Fire帳戶登入Max版本。進度和項目將同時保存在兩個應用程式中。
Free Fire Max本質上和Free Fire並無不同，兩個版本所有的遊戲模式一樣。但相較於原版，Free Fire Max提供更出色的視覺回饋和音效。

## 遊戲簡介

### 帳號
可以遊客帳號或綁定Facebook、VKontakte、Google、Twitter帳號遊玩，iOS用戶可綁定Apple帳號。

### 遊戲地圖

#### 常駐
- 百慕達（Bermuda）
- 天堂島（Purgatory）
- 喀拉哈里（Kalahari）
- 阿爾派（Alpine）
- 未來城（neXTerra）
- 鐵牢籠 (iron cage）

#### 限定
- 百慕達2.0（Bermuda Remastered）
- 百慕達Max（Bermuda Max）

### 遊戲模式
有各種模式，如：經典模式、團隊突襲、絕命對槍等。每局平均遊戲時間約10至20分鐘。

#### 常駐模式
以下模式長期開放：
- 經典模式：

分為單人、雙人及多人組隊，每場約50人，可遊玩地圖：百慕達、阿爾派、未來城。百慕達和未來城長期開放。
- 經典模式-排位賽：

玩法與經典模式相同。
以分數來計算成績，獲取好的名次、擊殺敵人、造成傷害、復活隊友可加分，名次不佳則會扣分。打到指定分數可升段位。目前段位有：青銅、白銀、黃金、鉑金、鑽石、傳奇（1-2星）、不朽傳奇（3-5星）、宗師（1-2星）、不敗宗師（3-5星）及巔峰Ⅰ（排名前1200名）、巔峰Ⅱ（排名前900名）、巔峰Ⅲ（排名前700名）、巔峰Ⅳ（排名前500名）、巔峰Ⅴ（排名前300名）、巔峰Ⅵ（排名前100名，分數無上限）。
排位開放時段（2024年1月29日上午8點起）：全天不中斷。
賽季重整：賽季結束翌日15:00換新（結算前有倒計時）。
- 團隊突襲：

比賽玩家分成兩隊，每隊4人，七戰四勝制。可用金錢購買武器裝備（3:3時雙方金錢為上限9999）。比賽區域為所有地圖中的隨機小區域地圖內進行，不可少打多（匹配成功但隊友連線不進者例外）。
- 團隊突襲-排位賽：

玩法與團隊突襲相同。
以星星計算成績，勝利可加星，戰敗則會扣星。
段位目前有：青銅、白銀、黃金、鉑金、鑽石、傳奇（0-24星）、不朽傳奇（25-49星）、宗師（50-99星）、不敗宗師（100星以上）、巔峰Ⅰ（排名前1200名）、巔峰Ⅱ（排名前900名）、巔峰Ⅲ（排名前700名）、巔峰Ⅳ（排名前500名）、巔峰Ⅴ（排名前300名）、巔峰Ⅵ（排名前100名，分數無上限）。以常駐中的隨機地圖進行遊戲。勝利時會增加保護分及星數，保護分到達180分時下次戰敗優先扣180分替代替扣星，保護分到達540分時下次戰勝多扣180分並取得額外加星。匹配時段位會採相近的為基準，玩家間段位或星數並不會落差過大。
排名第1000名時即可達到巔峰，因此巔峰分數每賽季並無固定下限。
排位開放時段（2024年1月29日上午8點起）：全天不中斷。
賽季重整：賽季結束翌日15:00換新（結算前有倒計時）。
- 絕命對槍：

於鐵牢籠中數個小範圍地圖與敵人對決，採九戰五勝制。與團隊突襲相似，可單人或雙人遊玩，雙人模式不可少打多。
單人模式：A方選擇，雙方使用A方選擇的槍枝，兩回合後，B方選擇，雙方使用B方選擇的槍枝。
雙人模式：A方1（2）號選擇，A、B雙方使用A方1（2）號選擇的槍枝，兩回合後，B方1（2）號選擇，A、B雙方使用B方1（2）號選擇的槍枝，依序至決勝局。
單人或雙人決勝局4V4時則不受前兩項模式規定，即自由選擇槍枝。
- 我的戰場：

玩家可以創作屬於自己的地圖，也可以遊玩別人創作的地圖。可使用預設模組或自行設置創造特殊遊戲規則。
- 房間：

使用房卡開啟，分成休閒（經典模式、團隊突襲、絕命對槍、團隊死鬥、戰鬥空間、急速模式2.0、爆破倖存者5v5）和聯賽房間、寵物危機、我的戰場、Q萌衝線。
- 訓練島：

有靶場區、戰鬥區、凝膠護盾訓練場及手榴彈訓練場。靶場區可測試各式槍枝；戰鬥區可與線上玩家練習對戰，被擊殺3秒後可復活。
- 社交島：

可與他人社交。

#### 限時開放模式
下列模式不定期開放。
- 絕命對槍-排位賽：

限时排位赛，該模式可以單人模式及雙人模式進行，段位有青銅、白銀、黃金、鉑金、鑽石及傳奇六個段位，計分方式與團隊突襲—排位賽相同，玩法與絕命對槍相同。
- 絕命對槍-淘汰賽：

地圖為科學草坪，可單人或多人配對但僅限單人遊玩，因此多人配對玩家不會在同一隊。採淘汰機制，遊戲地圖分成4個區域，每區每階段同時進行1vs1的比賽，每人有三條命，當三條命扣完後即出局。
- 爆破倖存者5V5：

玩法類似團隊突襲，使用類似團隊突襲的商店選購物資。每局開始時進攻方每人皆有炸彈，將炸彈裝設在指定地點且計時器歸零則進攻方獲勝。安裝時間結束時炸彈未安裝、全數進攻方被擊殺或炸彈被防守方拆除則防守方獲勝。
- 爆破倖存者5V5-排位賽：

限時排位賽，S0賽季由2022年6月10日至2022年7月4日結束，段位有青銅、白銀、黃金、鉑金、鑽石及傳奇六個段位。
- 急速模式2.0：

開局遊戲範圍較小，每場約20人，地上物資皆為3級物資和高強度道具。其他規則與經典模式雷同。
- 殺戮狂歡：

擊殺敵人和衝刺可獲得能量，累積能量可提升速度、傷害及血量，最高級將被系統標示紅點於地圖，所有玩家皆能查看。其他規則與經典模式相同。
- 飛刀一閃：

玩家於一小區域內投擲飛刀廝殺，一击毙命，一場玩家約20人，先獲得20擊殺者獲勝。
- 團隊死鬥：

比賽分為兩隊，每隊4人。比賽區域為固定大小矩形，於百慕達地圖進行。玩家可在商店選購物資。物資選定後需到下次復活時才可再次選擇，可無限復活。先獲得40擊殺的隊伍獲勝，自殺計為敵方擊殺數。
- 護送任務：

比賽區域為固定範圍，於百慕達中的小地圖進行。物資選定後需到下次復活時才可再次選擇，可無限復活。兩隊輪流擔任進攻方和防守方，防守方須站在車周圍的圓圈內讓車移動至指定地點，攻擊方擊殺敵人後站進車周圍的圈內車可以倒退，使車輛移動較遠的隊伍獲勝。
- 暗夜獵殺：

狙擊模式（AWM不套用塗裝），僅限單人遊玩，每局約20人，地圖為百慕達。遊戲內會產生大量的AWM狙擊槍、三級包和二級防彈衣。其他規則與急速模式2.0相同。
- 飛天轟炸：

局內地圖僅產有MGL-140榴彈槍及彈跳動力鞋。其他規則與急速模式2.0雷同。
- 極速雙槍：

局內地圖上產生使主武器可雙持的特殊道具。其他規則與急速模式2.0雷同。
- 時空飆速戰（7週年創新玩法，期間限定）：

開放時間：2024年7月20日至2024年7月31日止，玩法內容與急速模式2.0 大致相同，不同之處：載具會有兩種形式（每次加入不一定會一樣），百慕達整張地圖可遊玩，可飛至高度約30公尺高（高度距離僅供參考，非實際遊戲中表現之高度）。
- 獵杀启动：曙光：

玩家将解锁和升级主动技能。玩家必须获得经验值并升级才能四大神兽技能。经验值可以透过活下去、攻击敌人和击杀敌人获得。升级后，选择想要解锁的技能。有超过20钟技能可供使用。其他規則與經典模式雷同
- 猎杀代号：集结：

比赛区域为固定范围，於百慕達中的小地图进行。物资选定后需到下次复活时才可再次选择，可无限复活。玩家需拿到手稿以获得分数，或是击杀敌人。猎杀等级升等时可以选择想要的增益效果。手稿持有者会获得额外增益，并会被标记。手稿持有者若在中心区附近可获得更多额外小分数。先到达目标分数（1000）的队伍胜利。1个队伍4个人。
- 僵尸围城：夜幕降临：

规则与经典模式相同。地图仅限于百慕大。开局有全新地图环境——夜晚和全新僵尸。攻击僵尸时会显示僵尸生命值。僵尸里会有更强大的僵尸王，但僵尸无法穿越凝胶护盾。开局自带背包（LV 3）。还有最后一个怪物——吞食者。吞食者会出现于僵尸围城与经典模式（仅限百慕大）。每局比赛会有3只吞食者。比赛开始时，吞食者的位置会标记在地图上。
吞食者有4种攻击模式：
1.剧毒种子
2.乌烟瘴气
3.南瓜突袭（躲在建筑物里可避免受到伤害）
4.凶恶横扫
- 僵尸围城2.0：

规则与经典模式相同。地图仅限于百慕大。在大厅和比赛时可以选择技能。
全新僵尸：
1.伏击僵尸
2.野蛮僵尸
3.感染僵尸
4.爆炸僵尸
5.僵尸王
玩家拥有升级系统。
- 僵尸试炼：

地图仅限于铁牢笼，4人一队。玩家可以选择自己的增益效果，增加额外辅助伤害。更强的僵尸，击杀僵尸可获得物资，可以在商店购买武器与升级武器。僵尸BOSS：铰剪屠夫。
- 大头模式2.0：

比赛区域为固定范围，于百慕大中的部分的小地图在一起进行。玩家击杀敌人会获得一个增益，头也会变得更大，换句话说，玩家拥有更强的能力但更容易被击中。玩家可以无限复活。
- 宠物大乱斗：

玩家可以从3只宠物中挑选一只战斗，每只宠物皆有自己独特的攻击方式及终极技能。游戏为2v2模式。玩家通过击杀得分。5分钟的比赛结束时，首先到达7分或获得更多分的队伍获胜。击中的敌人将为宠物的终极技能补充能，量能量集满时可以释放终极技能对敌人造成重伤。死亡3秒后，会在己方重生點复活。玩家脫離戰鬥4秒後，會逐漸恢复血量。提升属性的增益会在地图随机生成。

### 寵物系統
目前遊戲中一共擁有27種寵物。每種寵物皆有其獨特的寵物技能，玩家可以將牠們帶入戰鬥幫助自己。每隻寵物僅能攜帶一個寵物技能，玩家也可自行更換。（初始寵物默認無技能）

## 聯動
Free Fire時常與其他電子遊戲、名人、電視節目及電影合作。
| 聯動的遊戲/電視節目/電影/名人 | 聯動日期   | 參考來源 |
| ----------------------------- | ---------- | -------- |
| Alok                          | 2019       |          |
| 仙境传说                      | 2020/03/20 | [ 3 ]    |
| KSHMR                         | 2020       |          |
| 紙房子                        | 2020/09/19 | [ 4 ]    |
| 基斯坦奴·朗拿度               | 2020/12/07 | [ 5 ]    |
| 一拳超人                      | 2021       |          |
| 進擊的巨人                    | 2021       |          |
| Street Fighter V              | 2021       |          |
| 迈凯伦汽车                    | 2021       |          |
| 猛毒2：血蜘蛛                 | 2021       |          |
| 比利时兄弟                    | 2021       |          |
| 紙房子                        | 2021/12/03 | [ 6 ]    |
| 刺客教條                      | 2022/03    | [ 7 ]    |
| BTS                           | 2022/03/23 | [ 8 ]    |
| 贾斯汀·比伯                   | 2022/08/27 | [ 9 ]    |
| 惡魔獵人5                     | 2023       | [ 10 ]   |
| 蜘蛛俠：飛躍蜘蛛宇宙          | 2023       | [ 11 ]   |
| 鬼灭之刃                      | 2023       | [ 12 ]   |
| 阿神                          | 2024/02/10 |          |

## 世界賽事
- 2019年4月7日，Free Fire World Cup 2019於泰国曼谷舉行。
- 2019年11月16日，Free Fire World Series 2019於巴西里约热内卢舉行。
- 2020年11月21日，Free Fire Continental Series 2020開始，因疫情影響而改為線上分區舉行，分為歐洲區、中東區、非洲區、美洲區以及亞洲區。
- 2021年5月28日，Free Fire World Series 2021 Singapore於新加坡濱海灣金沙舉行。
- 2022年5月14日，Free Fire World Series 2022 Sentosa於新加坡聖淘沙舉行。
- 2022年11月25日，Free Fire World Series 2022 Bangkok於泰國曼谷舉行。

## 爭議事件
- 2022年1月14日，《絕地求生》的開發商Krafton以著作權相關法律控告《Free Fire》[13]。
- 2022年2月15日，印度政府在該國通過IT法案69A後，禁止了包含《Garena Free Fire》在內的54款中資APP，但《Garena Free Fire MAX》不在禁止名單中，仍然可以下載遊玩。[14]

## 外部連結
- 官方网站